# Ліжер-Вілледж (Нью-Джерсі)
Ліжер-Вілледж (англ. Leisure Village) — переписна місцевість (CDP) в США, в окрузі Оушен штату Нью-Джерсі. Населення — 4966 осіб (2020).

## Географія
Ліжер-Вілледж розташований за координатами 40°2′38″ пн. ш. 74°11′10″ зх. д. / 40.04389° пн. ш. 74.18611° зх. д. (40.043765, -74.186217).  За даними Бюро перепису населення США в 2010 році переписна місцевість мала площу 3,61 км², з яких 3,39 км² — суходіл та 0,22 км² — водойми.

## Демографія
Згідно з переписом 2010 року, у переписній місцевості мешкало 4400 осіб у 2664 домогосподарствах у складі 888 родин. Густота населення становила 1219 осіб/км².  Було 3080 помешкань (853/км²).
Расовий склад населення:
| - 82,9 % — білих - 9,9 % — чорних або афроамериканців - 0,8 % — азіатів - 0,2 % — корінних американців - 5,0 % — осіб інших рас |

До двох чи більше рас належало 1,2 %. Частка іспаномовних становила 16,2 % від усіх жителів.
За віковим діапазоном населення розподілялося таким чином: 9,3 % — особи молодші 18 років, 34,8 % — особи у віці 18—64 років, 55,9 % — особи у віці 65 років та старші. Медіана віку мешканця становила 68,1 року. На 100 осіб жіночої статі у переписній місцевості припадало 60,2 чоловіків;  на 100 жінок у віці від 18 років та старших — 57,6 чоловіків також старших 18 років.
Середній дохід на одне домашнє господарство  становив 42 652 долари США (медіана — 32 277), а середній дохід на одну сім'ю — 61 158 доларів (медіана — 43 596). Медіана доходів становила 31 402 долари для чоловіків та 22 065 доларів для жінок. За межею бідності перебувало 11,7 % осіб, у тому числі 19,3 % дітей у віці до 18 років та 8,3 % осіб у віці 65 років та старших.
Цивільне працевлаштоване населення становило 1248 осіб. Основні галузі зайнятості: освіта, охорона здоров'я та соціальна допомога — 23,5 %, роздрібна торгівля — 20,5 %, науковці, спеціалісти, менеджери — 14,6 %, транспорт — 13,5 %.